# Алоеј
Алоеј (грч. Ἀλωεύς) је у грчкој митологији било име више личности.

## Митологија
1. Био је син Посејдона и Канаке[1] и владар античког града Алоса (или Халоса) у Фтиотису у Грчкој.[2] Алоеј је био отац Алоада (Ота и Ефијалта) које је имао са Ифимедијом, а који су тако названи по њему.[3]
2. Неки извори наводе Алоеја као Хелијевог сина, владара Сикиона и Епопејевог оца.[4]